# Інконель

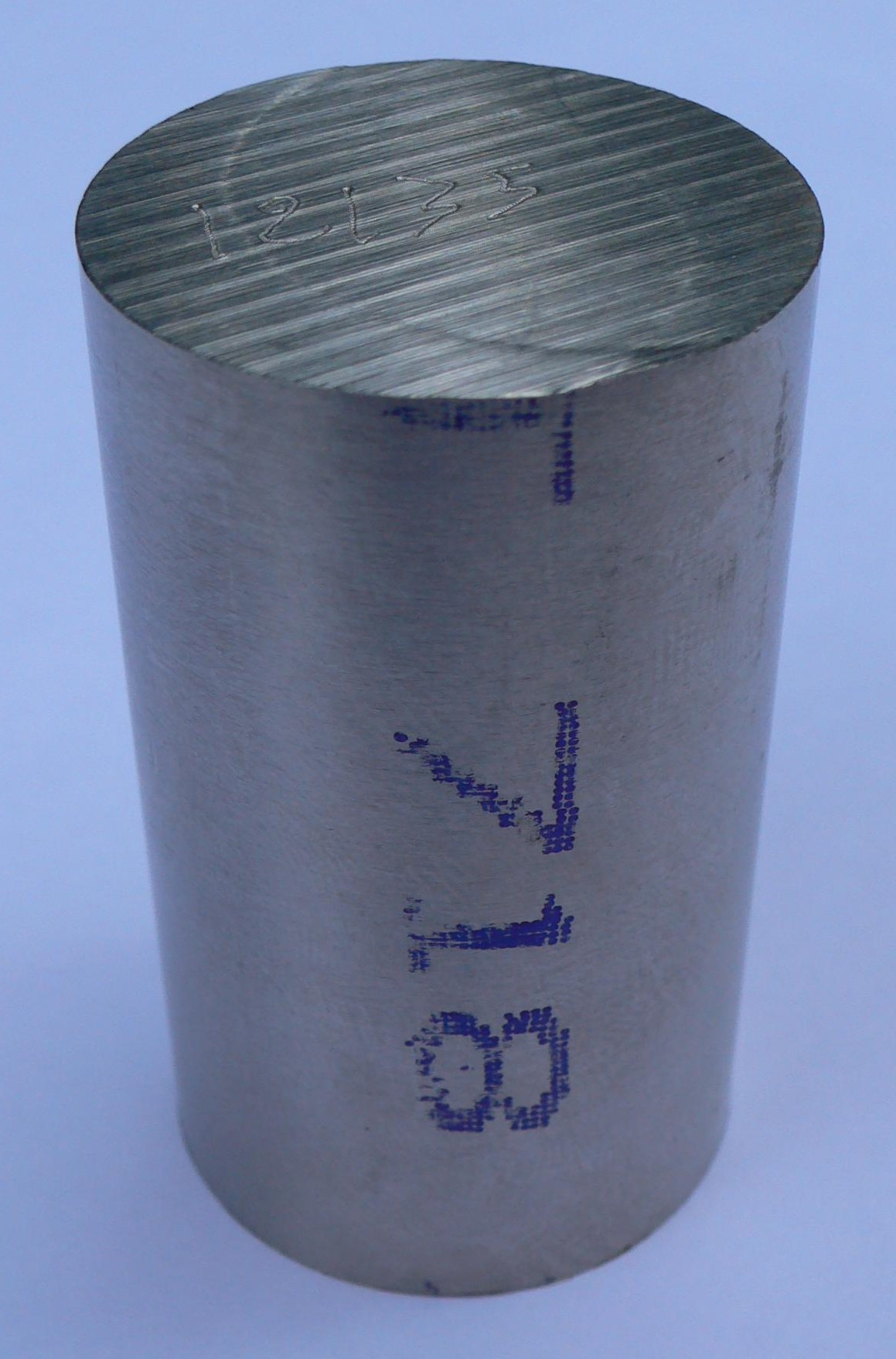
Inconel 718

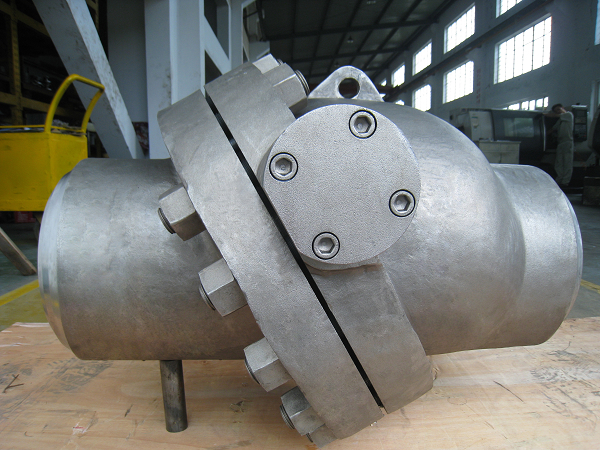
Зворотний клапан з корпусом з Інконелю

Інконель (англ. Inconel ®) — сімейство нікель-хромових жароміцних сплавів, що легуються залежно від призначення алюмінієм, титаном, молібденом та ін. Назва є зареєстрованою торговою маркою компанії Special Metals Corporation. Інконель зазвичай використовують для виготовлення деталей, що працюють при високих температурах. Часто назву скорочують до «Inco» (іноді «Iconel»). У сімейство входять також марки сплавів: Inconel 625, Chronin 625, Altemp 625, Haynes 625, Nickelvac 625 та Nicrofer 6020.

## Властивості
Сплави Інконель є стійкими до окиснення та корозії. При нагріванні Інконель формує тонку стабільну пасивуючу оксидну плівку, що захищає поверхню від подальшого руйнування. Інконель зберігає міцність в широкому діапазоні температур, тому знаходить застосування для умов, де алюміній чи сталь не працюють. Сплави вирізняються високими міцністю і ударною в'язкістю при температурах до 900 °С, нечутливістю до надрізів при низьких (до —78 °С) температурах.

### Механічна обробка
Інконель є складним в механообробці через схильність до наклепу. Тому такі сплави, як Інконель 718, обробляють глибоким, але повільним різанням з використанням твердосплавного інструменту.

### Зварювання
Більшість сплавів Інконель погано зварюється через розтріскування і мікроструктурне розділення легуючих елементів, хоча є сплави, що добре зварюються. Для підвищення міцності зварні конструкції піддають термічній обробці.

## Сплави з сімейства Інконель
- Inconel 600: Типовий матеріал для застосувань, де вимагаються високі механічні властивості у поєднанні з корозійною стійкістю та жароміцністю.
- Inconel 625: Кислотостійкість, добра зварюваність;
- Inconel 690: Завдяки низькому вмісту кобальту для атомної галузі;
- Inconel 718: Добра зварюваність, висока корозійна стійкість;
- Inconel X-750: Зміцнюваний сплав, що добре себе зарекомендував як при високих, так і кріогенних температурах;
- Inconel 751: Завдяки підвищеному вмісту алюмінію має підвищену стійкість при високих температурах;
- Inconel 939: Добра зварюваність.

## Хімічний склад сплавів
Різні сплави суттєво відрізняються за складом, але у всіх основними компонентами є нікель та хром.
| Inconel | Хімічний елемент (% за масою) | Хімічний елемент (% за масою) | Хімічний елемент (% за масою) | Хімічний елемент (% за масою) | Хімічний елемент (% за масою) | Хімічний елемент (% за масою) | Хімічний елемент (% за масою) | Хімічний елемент (% за масою) | Хімічний елемент (% за масою) | Хімічний елемент (% за масою) | Хімічний елемент (% за масою) | Хімічний елемент (% за масою) | Хімічний елемент (% за масою) | Хімічний елемент (% за масою) | Хімічний елемент (% за масою) |
| Inconel | Ni                            | Cr                            | Fe                            | Mo                            | Nb                            | Co                            | Mn                            | Cu                            | Al                            | Ti                            | Si                            | C                             | S                             | P                             | B                             |
| ------- | ----------------------------- | ----------------------------- | ----------------------------- | ----------------------------- | ----------------------------- | ----------------------------- | ----------------------------- | ----------------------------- | ----------------------------- | ----------------------------- | ----------------------------- | ----------------------------- | ----------------------------- | ----------------------------- | ----------------------------- |
| 600     | 72,0                          | 14,0-17,0                     | 6,0-10,0                      |                               |                               |                               | 1,0                           | 0,5                           |                               |                               | 0,5                           | 0,15                          | 0,25015                       |                               |                               |
| 617     | 44,2-56,0                     | 20,0-24,0                     | 3,0                           | 8,0-10,0                      |                               | 10,0-15,0                     | 0,5                           | 0,5                           | 0,8-1,5                       | 0,6                           | 0,5                           | 0,15                          | 0,015                         | 0,015                         | 0,006                         |
| 625     | 58,0                          | 20,0-23,0                     | 5,0                           | 8,0-10,0                      | 3,15-4,15                     | 1,0                           | 0,5                           |                               | 0,4                           | 0,4                           | 0,5                           | 0,1                           | 0,015                         | 0,015                         |                               |
| 718     | 50,0-55,0                     | 17,0-21,0                     | balance                       | 2,8-3,3                       | 4,75-5,5                      | 1,0                           | 0,35                          | 0,2-0,8                       | 0,65-1,15                     | 0,3                           | 0,35                          | 0,08                          | 0,015                         | 0,015                         | 0,006                         |
| X-750   | 70,0                          | 14,0-17,0                     | 5,0-9,0                       |                               | 0,7-1,2                       | 1,0                           | 1,0                           | 0,5                           | 0,4-1,0                       | 2,25-2,75                     | 0,5                           | 0,08                          | 0,01                          |                               |                               |

Аналогами Інконелю є сплави марок ХН60ВТ (Inconel 600, Inconel 601), ХН56МВКЮ (Inconel 617), ХН75МБТЮ (Inconel 625), ХН60Ю (Inconel 718), ХН70МВТЮБ (Inconel X-750), ХН80ТБЮ, ХН73МБТЮ за ГОСТ 5632-72.

## Застосування
Інконель часто використовується для виготовлення деталей, що працюють в екстремальних умовах, які виникають в газотурбінних двигунах, компресорах, хімічних апаратах, пароперегрівниках. Інконель наносять як захисне покриття апаратів хімічної промисловості з використанням високоскошвидкісного газополуменевого напилення.